# آفاژی (پزشکی)
آفاژی (انگلیسی: Aphagia) به معنی ناتوانی یا خودداری از بلع است.  آفاژی بسته به اندام آسیب دیده ممکن است موقت یا طولانی مدت باشد. آفاژی یک مورد شدید و تهدید کننده زندگی دیسفاژی است. بسته به علت، دیسفاژی درمان نشده ممکن است به آفاژی تبدیل شود.